# 線路沿いの恋
『線路沿いの恋』（せんろぞいのこい）は、Bluem of Youthの4枚目のシングル。1996年11月1日にエピックレコードジャパンよりリリースされた。

## 解説
- それまでにリリースしたシングルはロックナンバーの楽曲だったが、本作では伴奏がピアノである。
- 本曲は6分近く収録している。
- この曲は地元広島でブレイクし、また「HEY!HEY!HEY!」にも出演した。
- 歌詞には呉市にある灰ヶ峰が出てくる。

## 収録曲
全作詞:別所悠二、全作曲・編曲:松ヶ下宏之
1. 線路沿いの恋
2. Sweet Sweet Snow
3. 線路沿いの恋 (Original Karaoke)